# Viktor Mokhov
Viktor Vasilievich Mokhov (en russe : Ви́ктор Васи́льевич Мо́хов) né le 22 juin 1950 à Skopine dans l'oblast de Riazan est un criminel russe qui, en 2001, a enlevé deux adolescentes de 14 et 17 ans et les a gardées dans une cave pendant près de quatre ans.

## Premier enlèvement d'une adolescente en 1999
Le premier enlèvement connu de Viktor Mokhov a eu lieu en décembre 1999, lorsqu'une fille de seize ans et son petit ami lui ont rendu visite. Il leur a donné de l'alcool, puis a commencé à faire des avances à la jeune fille qui les a rejetées avant de partir. Mokhov l'a ensuite suivie dans la rue, l'a frappée à la tête et l'a ramenée dans son bunker où il l'a gardée pour la violer pendant deux semaines, jusqu'à ce qu'elle réussisse à s'échapper un jour où son geôlier avait mal verrouillé la porte du bunker.

## Enlèvement et séquestration de deux adolescentes
Dans la soirée du 30 septembre 2000, Katya Martynova, 14 ans, et Lena Samokhina, 17 ans, revenaient des célébrations organisées à Riazan à l'occasion de la fête orthodoxe des trois martyres Vera, Nadezhda, Lyubov (ru) sur le trajet elles sont abordées par Viktor Mokhov, accompagné d'Elena Badukina une jeune femme de 25 ans se faisant passer devant les filles pour un homme, qui leur propose de les raccompagner en voiture.  
En leur offrant un verre et en ajoutant un somnifère à l'alcool (l'enquête a démontré qu'il s'agissait de diphenhydramine dans de la vodka) il les a amenées chez lui, pour les enfermer dans le bunker afin de les y garder à sa disposition pour les violer. Pour gagner leur obéissance, lorsque les filles résistaient, il les affamait, les privait de lumière et les battait avec un tuyau en caoutchouc ou pulvérisait des gaz lacrymogènes dans la pièce ; lorsqu'elle ne montraient pas de résistance il leur offrait des cadeaux.
Lorsque de la première tentative d'évasion de ses prisonnières, il leur cita Dante Alighieri : « abandonnez tout espoir, vous qui entrez ici ».
Pendant leur captivité, Lena Samokhina a donné naissance à deux fils avec l'assistance de Katya s'aidant d'un manuel d'obstétrique et de gynécologie. Viktor Mokhov a abandonné les deux enfants aux portes d'un orphelinat de la ville, le premier Vladislav né le 6 novembre 2001, a été abandonné après deux mois ; le second, Oleg né le 6 juin 2003, a été abandonné à 4 mois. Lena avait réussi à cacher dans les couches du deuxième enfant plusieurs petits billets dans lequel elle appelait à l'aide, pensant que si Viktor Mokhov pouvait repérer et un des messages il ne les trouverait pas tous. Mokhov a repéré les notes en changeant l'enfant avant de l'abandonner, à son retour il a déclaré aux filles ne pas être stupide au point de laisser l'enfant dans les vêtements qu'elles lui avaient mis.
À partir de l'automne 2003, Mokhov a commencé à autoriser les filles à sortir du bunker, une à la fois et uniquement de nuit, l'une des filles a saisi l'occasiond'une de ces sorties pour remettre une note demandant de l'aide à un passant. Un soir Mokhov a ordonné à Katya Martynova de l'aider à mettre en confiance l'étudiante à laquelle il louait une chambre et à qui il l'a présentée comme étant sa nièce, l'objectif pour Mokhov étant d'en faire une troisième otage. Katya Martynova a pu laisser à l'étudiante une note donnant le maximum  d'informations possibles : leurs noms, les adresses de leurs parents, contestant le lien de parenté entre Mokhov et Katya Martynova et révélant leur situation d'otages depuis septembre 2001.
Dans un premier temps les policiers ne trouveront pas le bunker, mais Mokhov fini par avouer et reveler comment ouvrir le bunker, le matin du 4 mai 2004 les deux otages, dont l'enquête sur la disparition avait conclu au décès présumé des jeunes filles, seront libérées.  

## Condamnation
Viktor Mokhov a été reconnu coupable et condamné par jugement du tribunal de Skopin rendu le 30 aout 2005 à la peine de 17 années d'emprisonnement dans une colonie pénitentiaire, cette décision a été confirmée en appel par le tribunal régional de Ryazan le 19 janvier 2006. Sa complice Elena Badukina, qui l'a aidé à kidnapper les deux filles, a écopé de 5 années et demi de prison.